# Wilhelm Pütz (Pädagoge)
Wilhelm Pütz (* 6. November 1806 in Köln; † 4. Juni 1877 ebenda) war ein deutscher Pädagoge. Er war Professor am Gymnasium an Marzellen in Köln, Verfasser geschichtlicher und geographischer Lehr- und Lesebücher sowie Mäzen.

## Leben
Pütz war der Sohn des Hafenbediensteten Justus Pütz und seiner Ehefrau Anna Maria Krauthoven. Nach erfolgreicher Beendigung seiner Gymnasialzeit begann er ein Studium der Philologie und der Geschichte an der Universität Bonn. Zu seinen akademischen Lehrern zählte der Historiker Niebuhr. Nach dem Staatsexamen wurde er Lehramtskandidat am Gymnasium in Düren. 1844 ging er an das katholische Gymnasium in Köln, wo er bis 1865 in der Oberstufe Deutsch, Latein, Geschichte und Geographie unterrichtete.

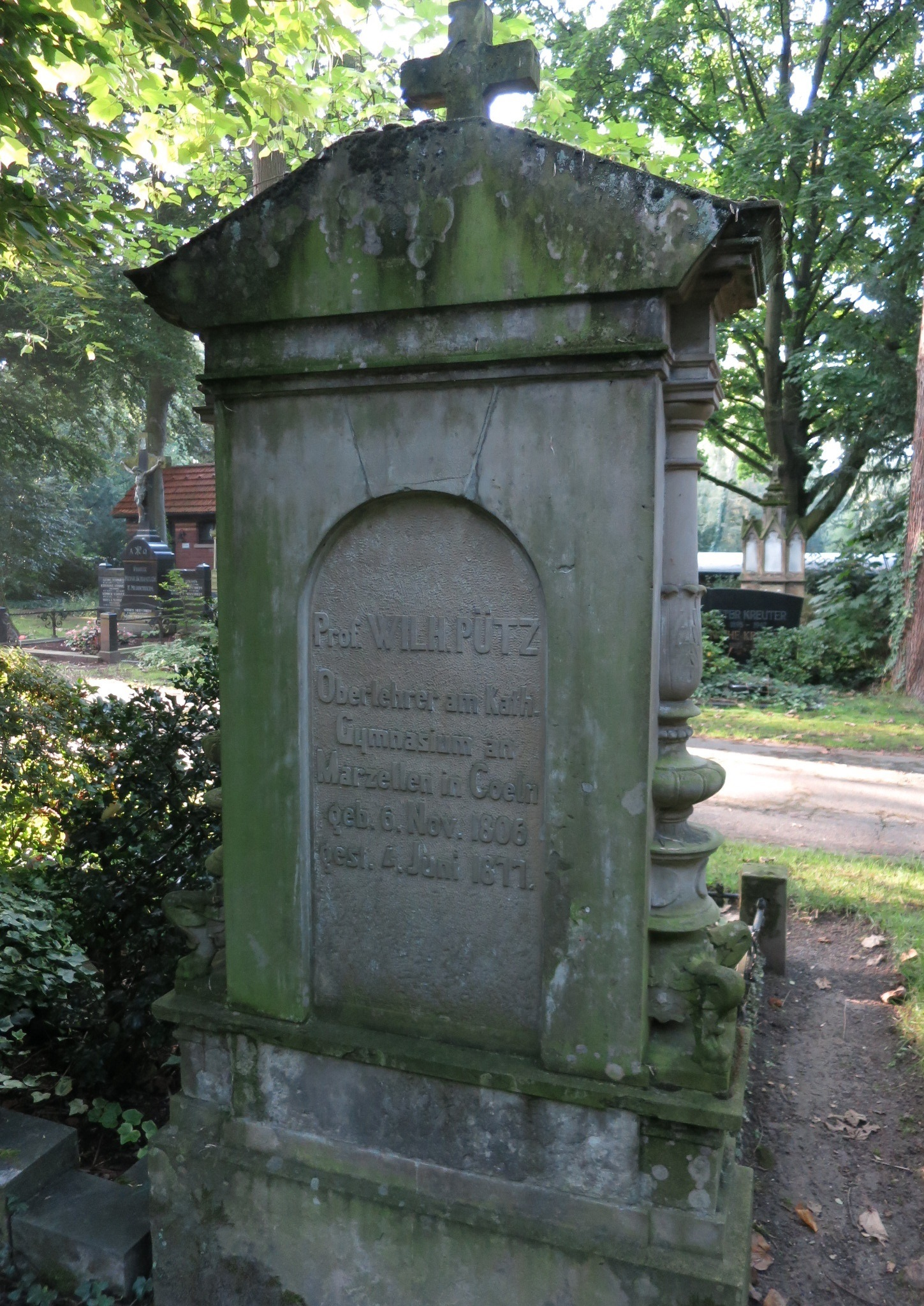
Grab (Rückseite) auf Melaten-Friedhof

Neben seiner Lehrtätigkeit verfasste er geschichtliche, geographische und andere Lehrbücher. 1862 wurde ihm wegen seiner Verdienste der Professorentitel und 1865, als er in den Ruhestand trat, der Rote Adlerorden 4. Klasse verliehen. Die letzten Lebensjahre widmete er sich der Überarbeitung seiner Lehrbücher.
Durch den wirtschaftlichen Erfolg seiner Schulbücher konnte Pütz ein bedeutendes Vermögen anhäufen. Da er nicht verheiratet war und keine Erben hinterließ, setzte er in seinem Testament die Universität Bonn als Erbe ein und bestimmte den Hauptteil seiner Hinterlassenschaft von 75.000 Mark bzw. deren Zinsen der Universitätsbibliothek zur Anschaffung historischer und geographischer Bücher. Die Jahreszinsen von 40.000 Mark flossen in einen Fonds ein, aus dem an drei Studierende der Geschichte oder der Geographie Stipendien vergeben wurden. Weitere finanzielle Zuwendungen erhielten das Bonner Marienhospital und sonstige Wohltätigkeitsanstalten in Köln sowie der Gymnasial-Studienfonds. Seine wertvollen Gemälde stiftete er dem Wallraf-Richartz-Museum. Wegen seiner Verdienste um die Universität Bonn hat die Bibliotheksverwaltung im Lesesaal der Bibliothek ein Bild ihres Mäzens aufstellen lassen.
Pütz wurde auf dem Kölner Friedhof Melaten (Lit. C, zwischen Lit.V+W) beigesetzt. Die Grabstelle wurde mittlerweile in ein Patenschaftsgrab umgewandelt.

## Lehrbücher
Die Lehrbücher Wilhelm Pütz’ sind folgende:
„Grundriß der Geographie und Geschichte der alten, mittleren und neueren Zeit, für die oberen Klassen höherer Lehranstalten“

Es erschien in drei Bänden, wovon der erste Band das Altertum, der zweite das Mittelalter und der dritte die neuere Zeit umfasst.
Weiter folgte ein „Grundriß der deutschen Geschichte für die mittleren Classen höherer Lehranstalten“, ferner ein „Leitfaden bei dem Unterricht in der Geschichte des preußischen Staates“.
Als Hilfsmittel zur Ergänzung und Belebung des geschichtlichen und des damit in Verbindung stehenden geographischen Unterrichtes veröffentlichte Pütz „Historische Darstellungen und Charakteristiken für Schule und Haus gesammelt und bearbeitet“, dessen 1. Band das Altertum (1861), der 2. Band das Mittelalter (1862), der 3. Band die neuere Zeit (1864) und der 4. Band die neue Zeit (1866) behandelt.
1859–1860 erschienen seine „Charakteristiken zur vergleichenden Erd- und Völkerkunde“ in 2 Bänden. Von seinem „Lehrbuch der vergleichenden Erdbeschreibung für die oberen Klassen höherer Lehranstalten und zum Selbstunterricht“ erschien posthum in der Bearbeitung von F. Behr 1888 die 14. Auflage (Herder’sche Verlagshandlung, Freiburg). Außerdem verfasste Pütz ein „Deutsches Lesebuch für die mittleren Klassen höherer Lehranstalten u. s. w.“, ferner ein „Altdeutsches Lesebuch“ sowie ein „Mittelhochdeutsches Lesebuch“ mit Sprach- und Sacherklärungen, denen sich eine „Uebersicht der Geschichte der deutschen Litteratur für höhere Lehranstalten“ anreiht.
Die geschichtlichen Lehrbücher von Pütz fanden bald nach ihrem Erscheinen Anerkennung seitens der Schulbehörden und fachmännischen Kreise. Sie verbreiteten sich in Deutschland und seit 1843 auch im Ausland.
Die Popularität der Bücher dürfte teilweise eine Erklärung in der nach 1848 eintretenden Zeitstimmung finden, in der die geistige Ausrichtung für solche Lehrmittel empfänglich war, dann auch in dem Einfluss der Kirche, sowie in der daraus folgenden Unterstützung mancher Regierung. Außerdem mangelte es an solchen Unterrichtsmitteln.

## Kritik
Pütz’ Bücher wurden immer wieder wegen der konfessionell beeinflussten Anschauungen des Verfassers und der daraus folgenden veränderten Darstellungen von Tatsachen kritisiert. So nannten Kritiker ihn den „richtigen Missionar des ultramontanen Regiments zur Verbreitung eines geistlosen, aller subjectiven Kritik und aller Farbe entkleideten Geschichtsunterrichts“.
Auch die Darstellung und die Ausdrucksweise Pütz’ wurden kritisiert. Sie seien zu umfangreich und schwierig.

## Werke
- Grundriss der Geographie und Geschichte der Staaten des Alterthums : für die oberen Klassen eines Gymnasiums. - Köln : Renard u. Dübyen, 1833. Digitalisierte Ausgabe der Universitäts- und Landesbibliothek Düsseldorf
  - Abt. 3. Die Römer. 1834
- Grundriß der deutschen Geschichte für die mittleren Klassen höherer Lehranstalten. 9., umgearb. Aufl., (2., verm. Abdr.) Bädeker, Koblenz 1871 (Digitalisat).
- Leitfaden bei dem Unterrichte in der vergleichenden Erdbeschreibung. 14., vielfach verb. Aufl. Herder, Freiburg im Breisgau 1873 (Digitalisat).
- Vergleichende Erd- und Völkerkunde (Teil 1-2). 2., umgearb. Aufl. DuMont-Schauberg, Köln 1874–1875 (Digitalisat).
- Leitfaden bei dem Unterrichte in der Geschichte des Preußischen Staates. 9., vielfach verb. Aufl. Bädeker, Leipzig 1876 (Digitalisat).
- Grundriß der Geographie und Geschichte der alten, mittlern und neuern Zeit (Teil 1-3). Baedeker, Coblenz 1873–1876 (Digitalisat).
- Grundriß der Geographie und Geschichte der alten, mittleren und neueren Zeit (Teil 1-3). 2., umgearb. Aufl. DuMont-Schauberg, Köln 1873–1877 (Digitalisat).
- Historisch-geographischer Schul-Atlas (Teil 1-2). Manz, Regensburg 1859–1877 (Digitalisat).
- Lehrbuch der vergleichenden Erdbeschreibung. 11., verb. Aufl. Herder, Freiburg im Breisgau 1879 (Digitalisat).
- Historische Darstellungen und Charakteristiken (Teil 1-4). Baedeker, Koblenz 1877–1882 (Digitalisat).